# 代々幡町水道

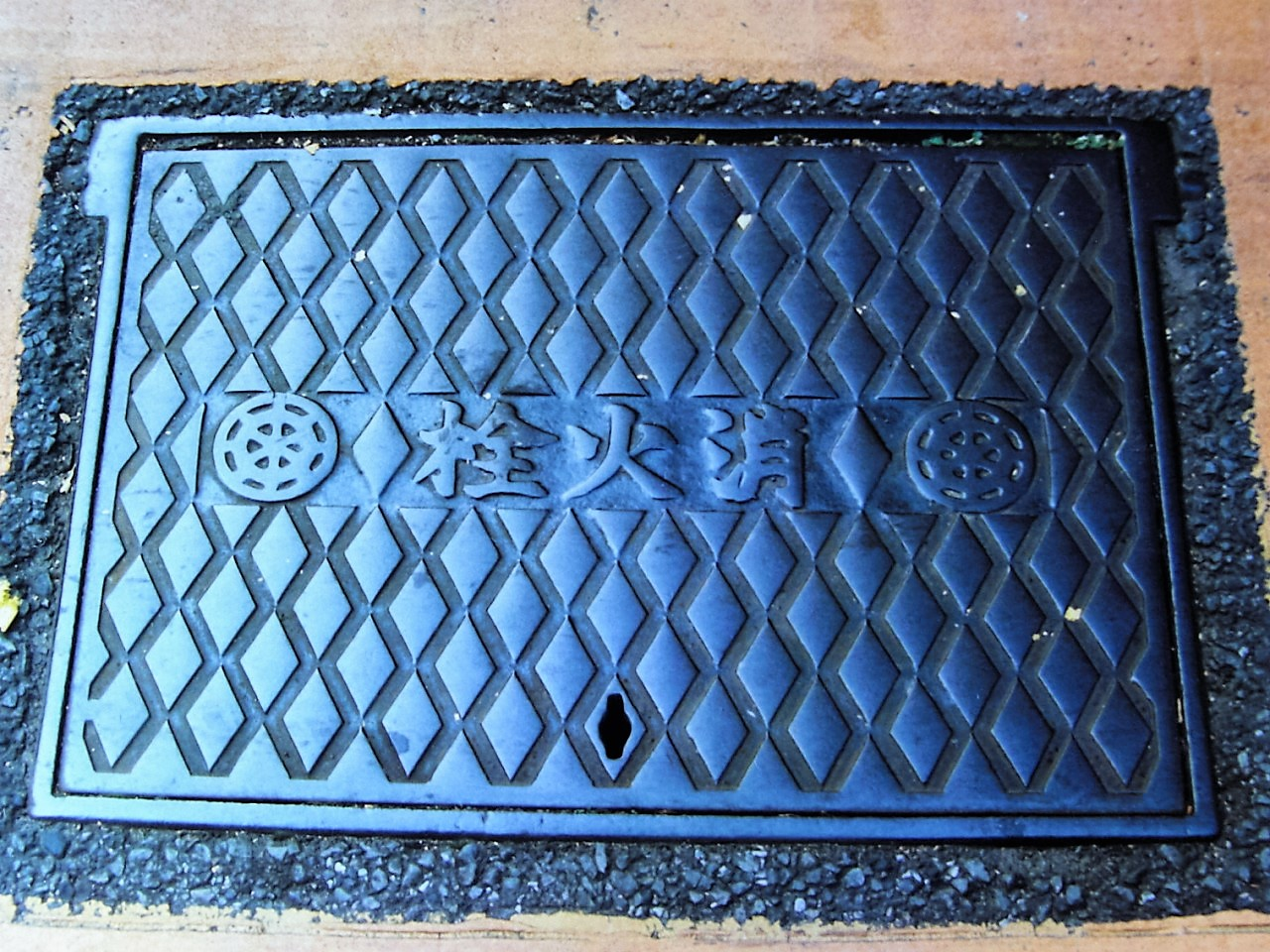
代々幡町水道消火栓蓋

代々幡町水道（よよはたまちすいどう）とは、豊多摩郡代々幡町（現在の渋谷区）が経営していた町営水道である。

## 概要
代々幡町の井戸水の水質は良好であったが、関東大震災後、中心部からの転入者が増えたことや新宿の発展によって水道敷設の機運が高まっていた。北豊島郡、豊多摩郡の町村で構成された荒玉水道町村組合への加入も検討されていたが、東京市水道の余水供給に期待していた代々幡町は1924年（大正13年）10月24日の町会において同組合への加入を否決した。しかしその後の調査で東京市からの水道供給の見込みは当分ないことが分かったため、以前から渋谷町水道を経営していた渋谷町とその供給を受けていた目黒町に代々幡町、駒沢町、世田ヶ谷町を加えた5町で組合を結成する案が興され、交渉が行われたが、渋谷町は組合への参加を拒否し、独立で水道拡張工事を行った。それを受けて代々幡町では東京市、渋谷町からの上水供給や駒沢町、世田ヶ谷町との共同組合設立に関して調査を行ったもののこれらは実現不可能であったため、単独での水道敷設を行うべく同町は1928年（昭和3年）3月に試掘調査を行った。その結果が良好であったため1930年（昭和5年）11月27日に事業認可を受け、1931年（昭和6年）2月1日に着工した。同年10月4日には町内の一部地域で給水を開始した。
代々幡町水道の完成を待たずして1932年（昭和7年）10月1日に代々幡町が東京市に統合されたことで、代々幡町水道は東京市水道の一部となった。工事は東京市に引き継がれ、1933年（昭和8年）3月に竣工した。
東京市への引継ぎ時の給水戸数は263戸、給水人口は1253人であった。

## 施設
代々幡町域に4か所、和田堀町域に3か所設けた深さ100mほどの水源井から揚水した。代々幡町の1か所はのちに廃止された。代々木西原町991番地に西原給水場を設けていた。